# 니혼기촌
니혼기촌(二本木村)은 니가타현 나카칸바라군에 설치되었던 촌이다.

## 개요
에도 시대부터의 마을 이름으로, 오아가노 강의 우안에 위치한다.

## 연혁
- 1889년 4월 1일 - 정촌제 시행과 함께 나카칸바라군 니혼기촌이 성립하였다.
- 1901년 11월 1일 - 요코고시촌, 소미촌, 고스기촌, 기쓰촌과 합병해 요코고시정이 되어 소멸하였다. 오이자 니혼기에 해당한다.